# Die Dollarprinzessin
Die Dollarprinzessin es una opereta en tres actos con música de Leo Fall y libreto en alemán de Alfred Maria Willner y Fritz Grünbaum, basado en la comedia Die Dollarprinzessinnen de Emerich von Gatti y Thilo Friedrich Wilhelm von Trotha. Su estreno tuvo lugar en el Theater an der Wien de Viena el 2 de noviembre de 1907 con dirección musical del propio compositor y presencia de la cantante Mizzi Günther interpretando el rol titular.

## Historia interpretativa
Die Dollarprinzessin se dio a conocer en Alemania en la Neues Schauspielhaus de Berlín el 6 de junio de 1908. El posterior estreno en el Zentraltheater de Dresde contó con la presencia del compositor y fue dirigido musicalmente por Georg Pittrich.
El estreno en Broadway como The Dollar Princess acaeció el 6 de agosto de 1909 en el Knickerbocker Theatre y la obra se mantuvo en escena durante 288 noches. La adaptación del libreto al inglés la firmaba George Grossmith, Jr. y a la partitura de Leo Fall se le interpolaron nuevos números con música de Jerome Kern. En esa producción participaron artistas como Valli Valli, Adrienne Augarde y Louie Pounds.
La pieza gozó de una acogida todavía mayor en Londres en una adaptación al inglés diferente a la estadounidense a cargo de Basil Hood con cantables de Adrian Ross. La presentación londinense el 25 de septiembre de 1909 en el Daly's Theatre, antecedida del estreno en el Prince's Theatre de Mánchester producido el 24 de diciembre de 1908, se exhibió 428 veces seguidas. El montaje contó con intérpretes como Lily Elsie, Joseph Coyne, W. H. Berry, Gabrielle Ray y Gladys Cooper que asumía un pequeño papel. 
Los escenarios de los países de lengua española conocieron, al menos, cuatro adaptaciones de Die Dollarprinzessin. La más temprana de ellas fue dada a conocer en el Teatro Nuevo de Barcelona el 4 de septiembre de 1909 bajo el título de La princesa del dollar en adaptación de Bruno Güell. La segunda de las versiones se estrenó pocas semanas después (el 16 de octubre de ese mismo año) en el Gran Teatro de Madrid como Mary, la princesa del dólar; su adaptador, Felipe Pérez Capo, realizó una refundición en un acto para adecuar la duración de la obra al sistema de exhibición del teatro por horas, todavía vigente en España. La tercera de las versiones españolas se tituló La princesa de los dollars y estaba firmada por Manuel Rovira y Serra; fue representada por vez primera en el Teatro Eldorado de Barcelona el 3 de diciembre de 1909 y presentada en el Teatro Circo de Price de Madrid el 22 de febrero de 1910. La cuarta adaptación conocida, salida de la pluma de José Juan Cadenas bajo el título de Princesitas del dollar fue estrenada en el Teatro Eslava de Madrid el 21 de junio de 1912.
En Francia Die Dollarprinzessin pudo verse por vez primera vertida al francés por Willy (Henri Gauthier-Villars) en el Olympia-Casino de Niza el 11 de marzo de 1911 con el título de Princesses Dollar. El 6 de diciembre de ese mismo año la opereta dio el salto a París, estrenándose en el Théâtre de la Scala, aunque lo hizo en una nueva versión de igual título a cargo de Antony Mars y Maurice Desvallières.

## Argumento

### Acto I
Oficina elegante en la mansión de John Couder
John Couder es un multimillonario estadounidense que siente admiración por las casas nobiliarias europeas. Divorciado de su esposa hace unos años, pretende ahora casarse otra vez, pero con una condición: que su nueva mujer sea europea y ostente, al menos el título de “condesa”. Para lograrlo ha enviado al Viejo Continente a su hermano Tom y a su sobrino Dick. Ellos deben tantear el terreno y buscar una dama noble a la altura de sus exigencias.
El barón Hans von Schlick emigró de Alemania a América tras perder su fortuna por una torpeza. En la actualidad sirve como mozo de cuadra a John Couder e imparte clases de equitación a Daisy, sobrina de Couder. Hans von Schlick se ha enamorado de su alumna. Ella, en cambio, considera que la relación con su profesor es de momento una admiración platónica.
Fredy es un amigo de Hans que también procede de la rancia nobleza europea. Aconsejado por Hans, Fredy hace una prueba con Couder para aspirar al puesto vacante de secretario particular de Alice, la hija de Couder. En breve empezaran a saltar chispas entre Alice y Fredy.
Tom y Dick regresan de Europa y traen consigo a una dama que supuestamente es una condesa rusa. En realidad se trata de una bailarina a la Tom y Dick ya conocían desde tiempo atrás por el nombre de Olga. Sin embargo los tras pactan no divulgar este secreto. Olga despliega todo su encanto ante Couder y pronto comprueba que el millonario se ha enamorado de ella.

### Acto II
Jardín de invierno de la mansión de John Couder
Alice siente algo por Fredy pero no lo exterioriza. Vive de acuerdo al lema -que comparte con su padre- de que el dinero puede comprarlo todo. Por ese motivo espera que su secretario se postre a sus pies suplicándole que se convierta en su esposa. Después de todo ella sería la que aportaría la dote mayor al matrimonio. Fredy capta lo que Alice anhela pero su orgullo le impide llegar a un acuerdo con ella.
Couder por su parte ha decidido contraer matrimonio con Olga, aunque preferiría que su hija y él celebraran una doble boda. Es ya el día que debe producirse el compromiso. Para tal ocasión el magnate ha invitado a numerosos invitados a su villa. Tras anunciar su compromiso con Olga, su hija declara, como si de una cuestión de negocios se tratara, que ha decidido unirse a Fredy. Aunque Couder ofrece a Fredy contribuir con una cuantiosa dote, este se mantiene firme rechazando la unión. La acaudalada sociedad reacciona escandalizada y Fredy abandona inmediatamente a los Couder y se marcha a Nueva York.
Pero otras dos personas han abandonado el círculo brumoso de los Couder: La sobrina Daisy y el jinete Hans von Schlick se han casado en secreto, contra la voluntad de la familia, y han abandonado la villa.

### Acto III
Casa de campo en Canadá
Fredy Wehrburg emigró a Canadá. Con sus ahorros pudo comprar allí una empresa venida abajo a un precio razonable. Con mucha habilidad y astucia ha logrado reflotarla y convertirla en un floreciente negocio.
Ha transcurrido un año desde que Fredy dejó Nueva York y aunque la Princesa del Dólar no le había tratado propiamente como un amante, no deja de pensar en ella. Le gustaría volver a verla para comprobar si el año de separación ha surtido efecto positivamente. Intenta, por ello, entrar en contacto comercial con su antiguo patrón, y su plan surte efecto. Couder le anuncia su visita y llega pronto junto con su esposa Olga y su hija Alice. Fredy además recibe a Daisy y Hans von Schlick como invitados, por lo que se organiza una gran reunión. Couder hace ya tiempo que perdonó a su sobrina Daisy por casarse con su antiguo mozo de cuadra en contra lo que él le aconsejaba. Ahora se encuentra mucho más preocupado por cómo deshacerse de su “condesa” rusa, ya que el matrimonio no le está siendo tan grato como esperaba. Fredy actúa de mediador y logra que Olga acepte el divorcio a cambio de una buena suma de dinero. La vida con Couder tampoco le está resultando atractiva a ella. Anhela volver a su vida de gira como artista en Europa.
Fredy comprueba que Alice ha madurado y mejorado a lo largo de este último año. Nada se interpone ya en el camino hacia el final feliz: su compromiso matrimonial. 

## Principales números musicales
- Ein echtes Selfmade-Mädel von echter Yankeerass‘
- Wir tanzen Ringelreihen
- Will meine Schülerin geruh’n (dúo de la equitación)
- Will sie dann lieben treu und heiß
- Das sind die Dollarprinzessen, die ärmsten Schönen der Welt!
- An der Wolga grauen Fluten einstens meine Wiege stand

## Registros fonográficos (selección)
- 1930 Compañía del Gramófono, remasterizado digitalmente por Blue Moon (selección de la adaptación española de Bruno Güell) (con Mary Isaura, Amparo Albiach, José Luis Lloret, Teresa Sánchez, Enrique Parra, Pedro Vidal, José Llimona, Orquesta Sinfónica y coros, dirección musical de Concordio Gelabert)
- 1963 EMI Electrola (selección) (con Heinz Maria Lins, Sari Barabas, Harry Friedauer, Christine Görner, Heinz Hoppe, Symphonie-Orchester Graunke, dirección musical de Carl Michalski)
- 1970 Philips (selección) (con Gabriele Jacoby, Horst Niendorf, Regina Lemnitz, Gerhart Lippert, Tatjana Iwanow, Symphonie-Orchester Graunke, dirección musical de Bert Grund)
- 2012 CPO (integral sin diálogos) (con Christiane Libor, Magdalena Hinterdobler, Angela Mehling, Thomas Mohr, Ferdinand von Bothmer, Ralf Simon, Münchner Rundfunkorchester, dirección musical de Ulf Schirmer)

## Adaptaciones audiovisuales
- 1908 Die Dollar-Prinzessin (dirigida por Alfred Duskes, con Ludwig Herold, Grete Holm, Arnold Rieck y Helene Winter)
- 1927 Die Dollarprinzessin und ihre sechs Freier (dirigida por Felix Basch, con Liane Haid, Georg Alexander y Hans Albers)
- 1962 Dollarprinsessen (película de la televisión noruega NRK dirigida por Erik Diesen)
- 1971 Die Dollarprinzessin (película de la televisión alemana ZDF dirigida por Klaus Überall con arreglos musicales de Mischa Mleinek y Lothar von Trotha)